# Lake Jumbuck
Der Lake Jumbuck ist ein See im Westland District der Region West Coast auf der Südinsel von Neuseeland.

## Geographie
Der Lake Jumbuck befindet sich 2 km ostnordöstlich der Mündung des [[Cascade River (Tasmansee)|Cascade River]] in die Tasmansee. Der längliche See erstreckt sich über eine Länge von rund 1,43 km in Nordwest-Südost-Richtung und misst an seiner breitesten Stelle rund 230 m in Südwest-Nordost-Richtung. Seine Fläche umfasst 17 Hektar und seine Uferlinie rund 3,33 km.
Der See verfügt außer über einen kleinen Zulauf über keinerlei Abflüsse.